# Kraj
Um kraj (plural: kraje) é a subdivisão de maior nível administrativo na Eslováquia, República Tcheca e antigamente na Tchecoslováquia.
No português, traduzindo, esse termo pode ser região, território, ou província, mas aproximadamente significa "(parte de um) país", "(parte de uma) região", "interior".
Um kraj é subdivido em okresy (distritos).
Os primeiros krajs foram criados em 1949 na Checoslováquia e existem até hoje (exceto para os criados em 1990) apesar de muitos rearranjos.